# Bão Bopha (2012)
Bão Bopha, được biết đến với tên gọi Bão Pablo ở Philippines hay bão số 9 năm 2012 ở Việt Nam, là một siêu bão cấp 5 hình thành muộn.

## Lịch sử khí tượng

### Hình thành và phát triển
Bão Bopha hình thành vào ngày 26/11/2012.

### Đổ bộ vào Philippines
Bão Bopha đổ bộ vào Philippines trong sáng 4 tháng 12 năm 2012, gây mưa lớn và gió giật lên đến 210 km/giờ. Bão đã đi qua đảo Mindanao. Tính đến ngày 6 tháng 12 năm 2012, số thương vong do cơn bão gây ra là hơn 647 người chết, khoảng 780 người mất tích. Bão gây thiệt hại 8,5 tỷ peso Philippines (210 triệu USD). và hàng trăm người bị thương.

### Suy yếu khi đi vào biển đông và tăng cấp trở lại
Sáng 5 tháng 12 năm 2012, Bopha chỉ còn là bão nhiệt đới sau khi đi vào Biển Đông, tuy nhiên cường độ bão bất ngờ tăng đột biến từ cấp 1 lên cấp 4 duy trì ở cấp cấp 15, giật cấp 16, 17 (cấp bão Việt Nam) khi nó hướng dần lên phía Bắc.

### Yếu đi 1 lần nữa và tan dần
Theo dự báo của Trung tâm khí tượng thủy văn trung ương Việt Nam, trong vòng 24 giờ sau đó, bão di chuyển theo hướng giữa Tây Tây Bắc với tốc độ 15 km/h, hơi lệch về phía Bắc.. Tuy nhiên, Bopha nhanh chóng suy yếu và tan dần chỉ trong 24h bởi khối không khí lạnh khá mạnh và đới gió đông bắc nghịch chiều rút hết năng lượng.

## Ảnh hưởng
Tại Philippines, hơn 41.000 người đã phải sơ tán. Bão đã làm 80 chuyến bay bị hủy và hàng nghìn phà chở khách bị kẹt tại cảng. Trung tâm thương mại của thành phố Cagayan de Oro trên đảo Mindanao bị ngập lụt do mưa to làm nước sông tràn bờ. Nhiều trường học phải đóng cửa. Do hậu quả tàn phá nghiêm trọng của cơn bão này, PAGASA đã quyết định sẽ loại bỏ tên gọi Pablo trong danh mục tên bão trong khu vực.
Bopha là cơn bão nhiệt đới mạnh nhất từng đổ bộ vào đảo Mindanao ở phía nam Philippines, bão mạnh cấp 5 siêu bão với sức gió 260 km/h). Sau khi ảnh hưởng đến Palau, Bopha đổ bộ vào đất liền Mindanao vào cuối ngày 3 tháng 12.